# Pakistans riksvapen
Pakistans riksvapen omges av en krans med narcisser. På vapenskölden finns symboler för landets viktigaste jordbruksprodukter. Inskriptionen på dividbandet lyder: "Tro, enighet, disciplin".